# Leib Rozowski
Leib Rozowski (* um 1915 in Warschau, Polen; † April oder Mai 1943 ebenda) war ein polnischer Widerstandskämpfer im Warschauer Getto. Er war der Bruder von Wolf Rozowski.
Wie sein Bruder wurde Leib Rozowski früh Mitglied des Sotsyalistischen Kinder Farband (SKIF) und der Tsukunft, den Jugendorganisationen des Allgemeinen Jüdischen Arbeiterbunds („Bund“). 
Nach der Besatzung Polens durch Deutschland zu Beginn des Zweiten Weltkriegs beteiligte er sich an der illegalen Arbeit im Warschauer Getto. Leib Rozowski wurde Mitglied der Jüdischen Kampforganisation (ZOB). Er fiel im Warschauer Gettoaufstand, der am 19. April 1943 begann.